# Tapplesjön
Tapplesjön är en sjö i Tranemo kommun i Västergötland och ingår i Ätrans huvudavrinningsområde. Sjön är 11,4 meter djup, har en yta på 0,374 kvadratkilometer och befinner sig 174,1 meter över havet.

## Delavrinningsområde
Tapplesjön ingår i det delavrinningsområde (638666-135357) som SMHI kallar för Ovan Åsarpsån. Medelhöjden är 182 meter över havet och ytan är 37,21 kvadratkilometer. Räknas de 2 avrinningsområdena uppströms in blir den ackumulerade arean 112,35 kvadratkilometer. Månstadsån (Sämån) som avvattnar avrinningsområdet har biflödesordning 3, vilket innebär att vattnet flödar genom totalt 3 vattendrag innan det når havet efter 132 kilometer. Avrinningsområdet består  mestadels av skog (58 %) och jordbruk (22 %). Avrinningsområdet har 0,37 kvadratkilometer vattenytor vilket ger det en sjöprocent på 1 %.